# Гейм, Арнольд
Арнольд Гейм (или Альберт Арнольд Хейм (Хайм), нем. Albert Arnold Heim; 1882—1965) — швейцарский геолог, профессор; вице-президент 17 сессии международного геологического конгресса в Москве (1937).

## Биография
Родился 20 марта 1882 года в семье геолога Альберта Гейма и врача Марии Фёгтлин.
Изучал геологию в Федеральном политехническом училище в городе Цюрих, под руководством своего отца.
В 1908—1911 годах прошёл докторантуру в Университете Цюриха и читал там лекции. Занимался стратиграфией и тектоникой Швейцарии.
В 1910—1920 годах руководил поиском нефти на островах Ява и Суматра. Одним из первых исследовал взаимосвязь между осадконакоплением и тектоникой и получил международную репутацию за свои исследования в нефтяной геологии.
В 1924—1928 годах преподавал в Федеральном политехническом училище Цюриха, хотел стать преемником отца на кафедре геологии. Однако, в 1929—1931 годах был назначен профессором в Университет Сан-Ят-Сен (провинция Гуанчжоу, Китай). Был членом Геологической службы в Кантоне.
В конце 1926 года совершил экспедицию на самолёте в Южную Африку.
В 1929 году побывал в СССР.
В 1930 году совершил экспедицию по уточнению высоты горы Гонгга, которая считалась выше горы Эверест.
Им осуществлена точная стратиграфия мела в Швейцарии на основе исследования фаций. Гейм также вёл микротектонические исследования, изучал деформации окаменелостей и осадконакопления. В рамках седиментологии сравнивал морские осадки. Мировое признание получил за работы в области геологии нефти и газа.
В 1937 году был избран вице-президентом 17 сессии Международного геологического конгресса в Москве. Совершил экспедицию на остров Новая Земля, оставил исторические фотографии из СССР.
Был членом дирекции геологии и горного дела Аргентины (1944—1945) и главным геологом Иранской нефтяной компании в Тегеране (1950—1952). Совершил множество экспедиций, но продолжал проживать в Цюрихе на протяжении всей своей жизни.
Скончался 27 мая 1965 года, похоронен на кладбище Зильфельда.

### Семья
- Первая жена (1920—1936) — Анна Хартманн, у них было два сына.
- Вторая жена (с 1949 года) — Элизабет Берта фон Браш.

## Основные экспедиции
- 1909 — Гренландия
- 1922 — Новая Каледония
- 1929 — СССР
- 1931 — Китай и Тибет
- 1932 — Юг Испании и Maрокко
- 1934 — Западная Африка
- 1935 — Полёт в Сиам
- 1936 — Гималаи
- 1937 — СССР
- 1939—1940 — Патагония
- 1941 — Горы Новой Гвинеи[6]

## Членство в организациях
- 1911 — член Общества естествоиспытателей Ааргау, в 1932 — почётный член.
- 1932 — избран членом академии Леопольдина.